# Pheraspis polioxutha
Pheraspis polioxutha är en fjärilsart som beskrevs av Turner 1903. Pheraspis polioxutha ingår i släktet Pheraspis och familjen tandspinnare. Inga underarter finns listade i Catalogue of Life.